# Piqueras del Castillo
Piqueras del Castillo è un comune spagnolo di 57 abitanti situato nella comunità autonoma di Castiglia-La Mancia.